# Verkehrswegebündelung

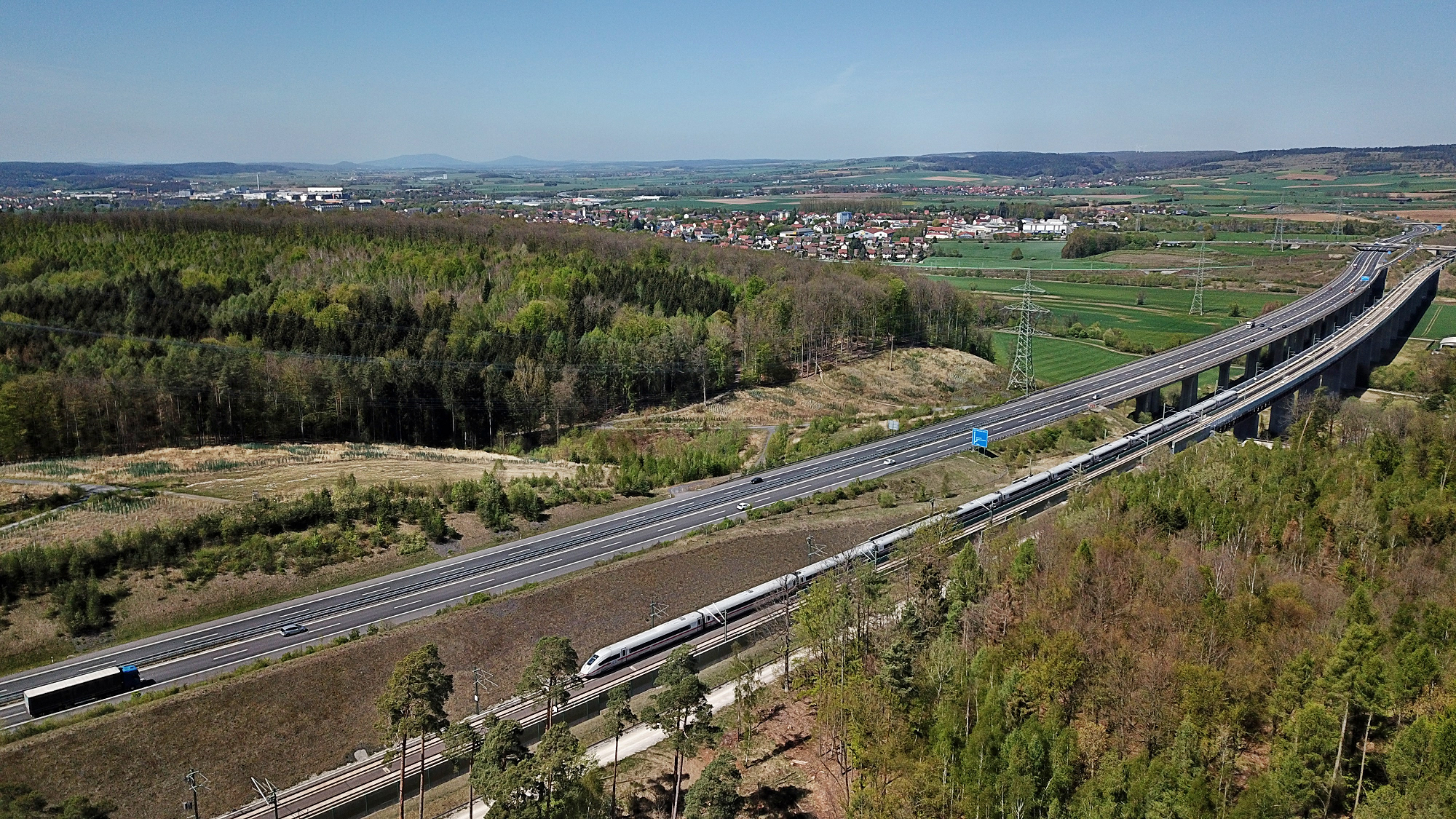
Bündelung von Infrastruktureinrichtungen bei Coburg mit der Bundesautobahn 73, der Schnellfahrstrecke Nürnberg–Erfurt und der sog. Thüringer Strombrücke

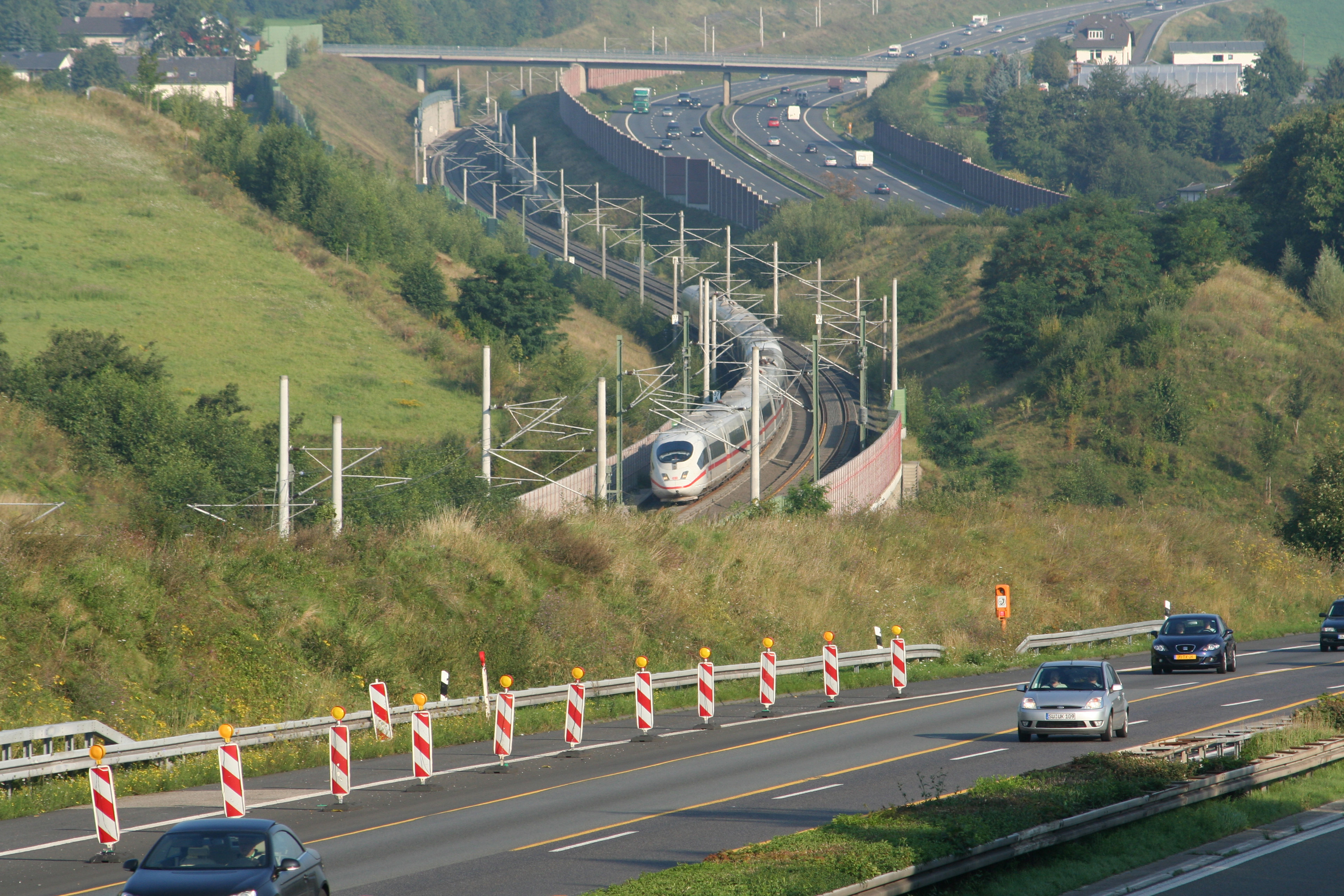
Bündelung der Schnellfahrstrecke Köln–Rhein/Main mit der Bundesautobahn 3

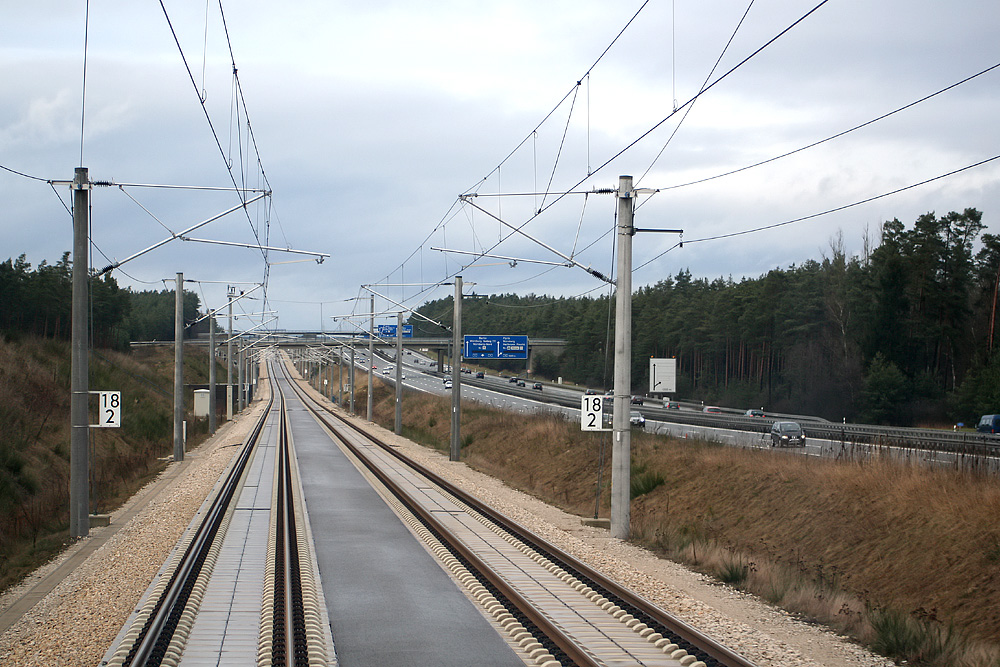
Bündelung der Schnellfahrstrecke Nürnberg–Ingolstadt und der Bundesautobahn 9

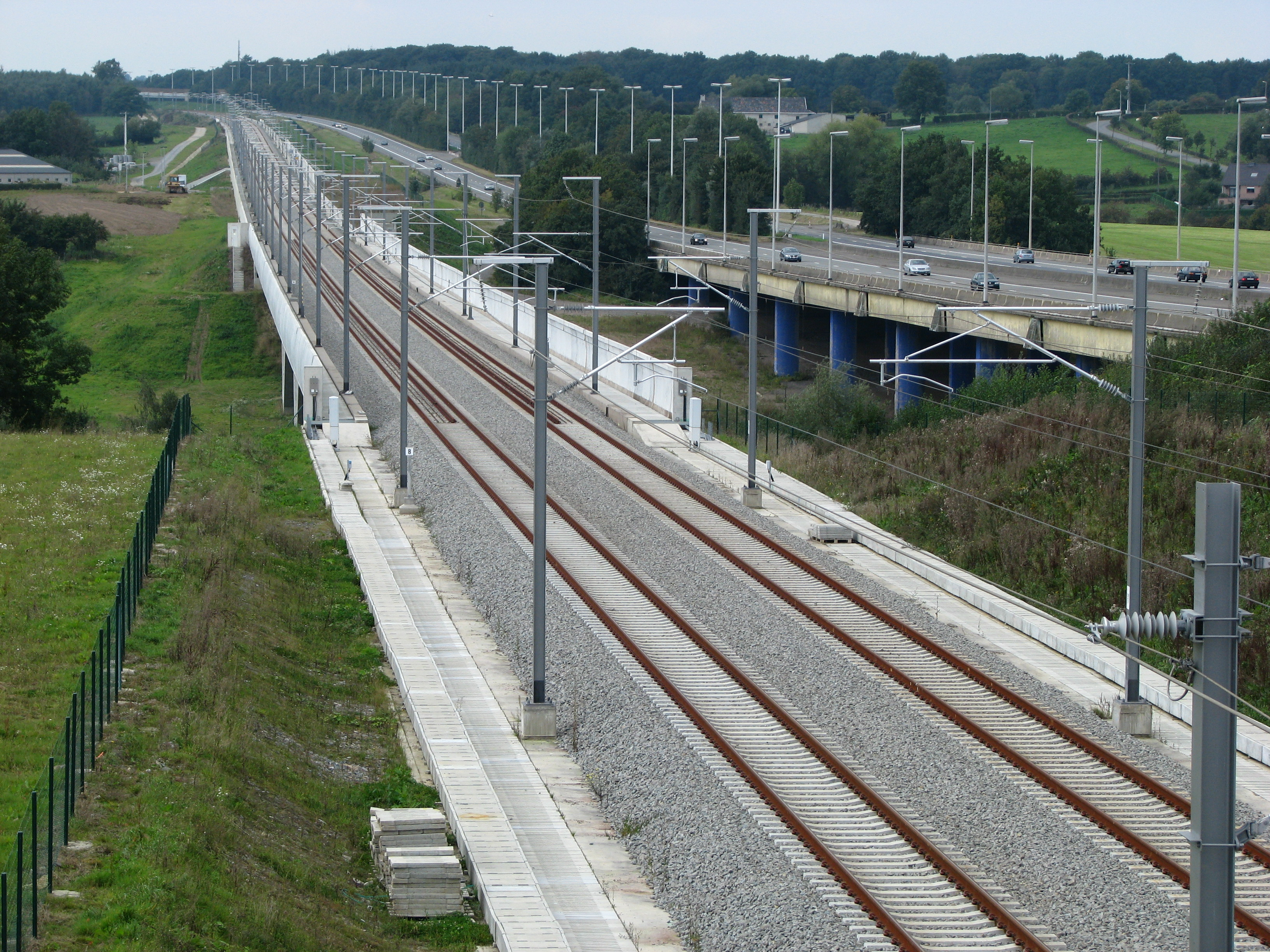
Bündelung der HSL 3 mit der belgischen Autobahn A3

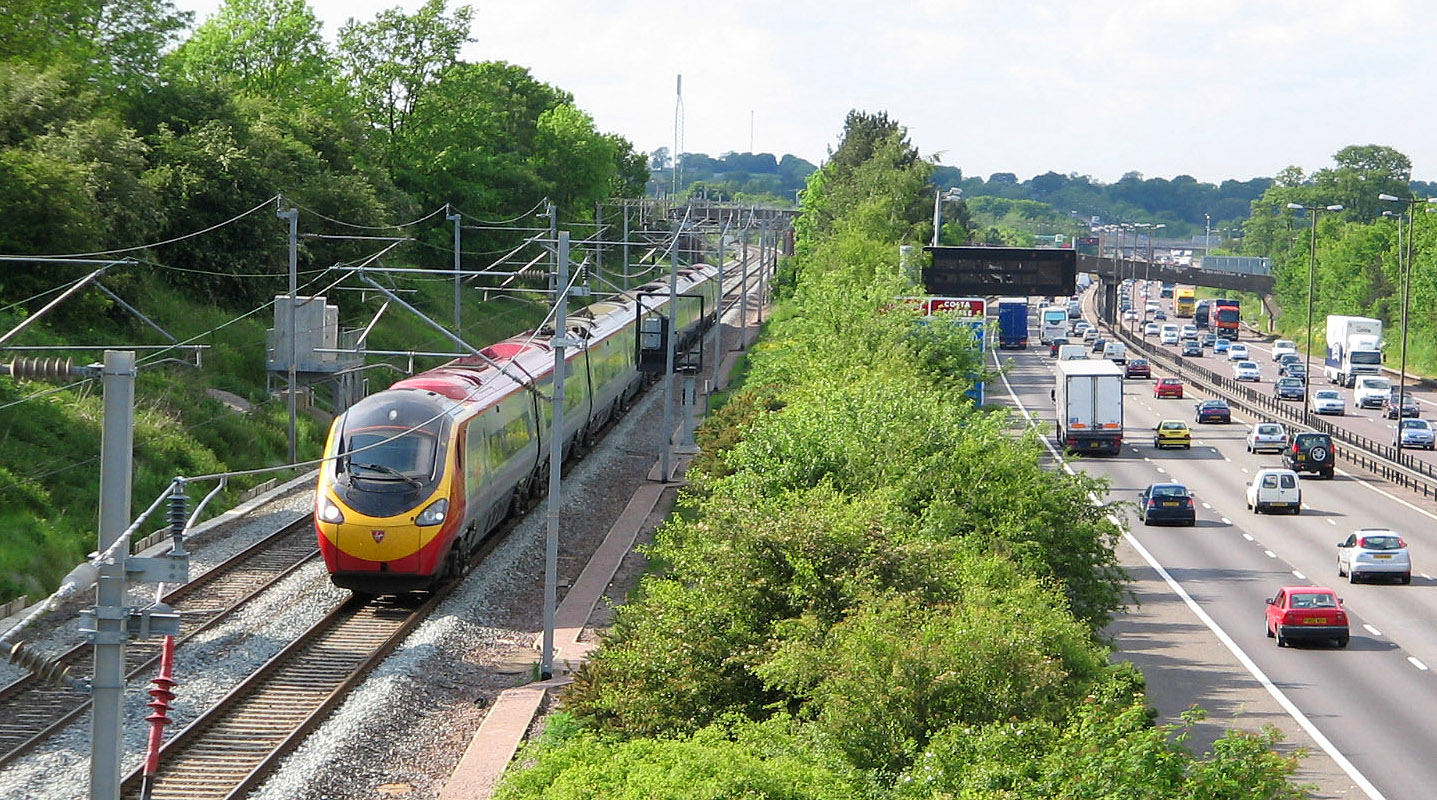
Bündelung der Eisenbahnstrecke West Coast Main Line und Autobahn M1

Unter Verkehrswegebündelung (auch Trassenbündelung) versteht man das Prinzip, die Trassen mehrerer (verschiedener) Verkehrswege auf engem Raum nebeneinander zu führen. Der Hauptvorteil besteht darin, dass beim Bau neuer Verkehrswege Natur- und Landschaftszerschneidungen gegenüber einer getrennten Linienführung vermieden werden.

## Abweichungen von der Bündelung
Wenn Trassierungsparameter wie Kurvenradius oder Gradiente der beiden Verkehrswege zu sehr voneinander abweichen oder wenn beengte Platzverhältnisse herrschen, kann das in einzelnen Streckenabschnitten eine Bündelung unmöglich machen. Als Folge verlaufen die Verkehrswege hier auf getrennten Trassen. Der unflexiblere bzw. der nachträglich dazukommende Verkehrsweg muss in diesem Fall auf eine meist kostenintensivere Alternativtrassierung ausweichen, die auch aufwändige Tunnel- oder Brückenbauten beinhalten kann.
Ebenso können auch verkehrstechnische Gründe – wie der Anschluss eines abseits der gebündelten Trasse liegenden Verkehrsknotens – für eine Abweichung von der Verkehrswegebündelung führen.

## Beispiele
Meist wird die Verkehrswegebündelung so umgesetzt, dass in möglichst unmittelbarer Nähe zu einem bereits bestehenden Verkehrsweg ein anderer hinzugefügt wird.
In Deutschland werden seit den 1990er-Jahren geplante Eisenbahn-Neubaustrecken häufig in weiten Teilen parallel zu bestehenden Autobahntrassen geführt.
In größerem Umfang wurde dieses Konzept erstmals beim Bau der Schnellfahrstrecke Köln–Rhein/Main umgesetzt, sie verläuft auf 133 km (andere Quelle: 140 km) parallel zur Bundesautobahn 3.
Die Schnellfahrstrecke Nürnberg–Ingolstadt folgt in gleicher Weise auf ungefähr 54 km der A 9. Auch die Schnellfahrstrecke Mannheim–Stuttgart wurde im Rheintal zwischen Mannheim und Wiesental weitgehend mit bestehenden Verkehrswegen gebündelt.
Die Neubaustrecke Erfurt–Leipzig/Halle verläuft auf einer Länge von 13 km parallel zur Bundesautobahn 14, die Schnellfahrstrecke Nürnberg–Erfurt teilweise (23 km) parallel zur Bundesautobahn 71 und die Neubaustrecken Stuttgart–Wendlingen und Wendlingen–Ulm auf 22 beziehungsweise 23 km parallel zur Bundesautobahn 8.
Entlang der Bundesautobahn 5 ist auf 20 km Länge eine Bündelung mit der Neu- und Ausbaustrecke Karlsruhe–Basel geplant. Ebenso soll die Neubaustrecke Rhein/Main–Rhein/Neckar parallel zu den Bundesautobahnen 67 und 5 verlaufen.
In Frankreich wurde die LGV Nord im Abschnitt zwischen Paris und Lille auf einer Länge von 135 km (41 %) mit Autobahnen gebündelt. Die LGV Sud-Est, zwischen Paris und Lyon, weist eine derartige Bündelung auf einer Länge von 60 km (14 %) auf. In Belgien wurde die Hochgeschwindigkeitsstrecke HSL 3 mit der Autobahn A 3 zwischen Lüttich und Aachen gebündelt.
Die Verkehrswegebündelung wird nicht nur bei motorisierten Verkehrsarten angewandt. Auch bei der natur- und umweltschonenden Führung von Wanderwegen in Großschutzgebieten kommt sie zum Einsatz. Ein Beispiel ist etwa der neue Goetheweg am Brocken im Harz. Mit der Deutschen Einheit 1990 und der Wiederzugänglichkeit des Brockens nahm die Besucherzahl am Berg rapide zu. Daher wurde der historische Wanderweg abseits der Bahnstrecke, der über die Hirschhornklippen und direkt zum Brocken hoch verlief, nicht wieder instand gesetzt. Stattdessen legte man einen neuen Weg parallel zur Brockenbahn an. Durch diese Bündelung konnten die Auswirkungen auf die hochsensible Natur in der Kernzone des Nationalpark Harz minimiert werden.